# Liste des albums de Gaston
Les quinze albums principaux de la série de bande dessinée Gaston de Franquin ont été édités entre 1963 et 1996. En 1997 a lieu une réédition complète en dix-huit tomes ; un dix-neuvième, composé à partir de gags jusque-là inédits en album, sort en 1999. En 2005, les albums EO sont réédités par les éditions Dupuis et Marsu Productions.
En 2018, la série est repensée et republiée en vingt-deux albums de quarante-huit pages uniformisés et reprenant tous les gags parus dans Le Journal de Spirou, classés par ordre chronologique.

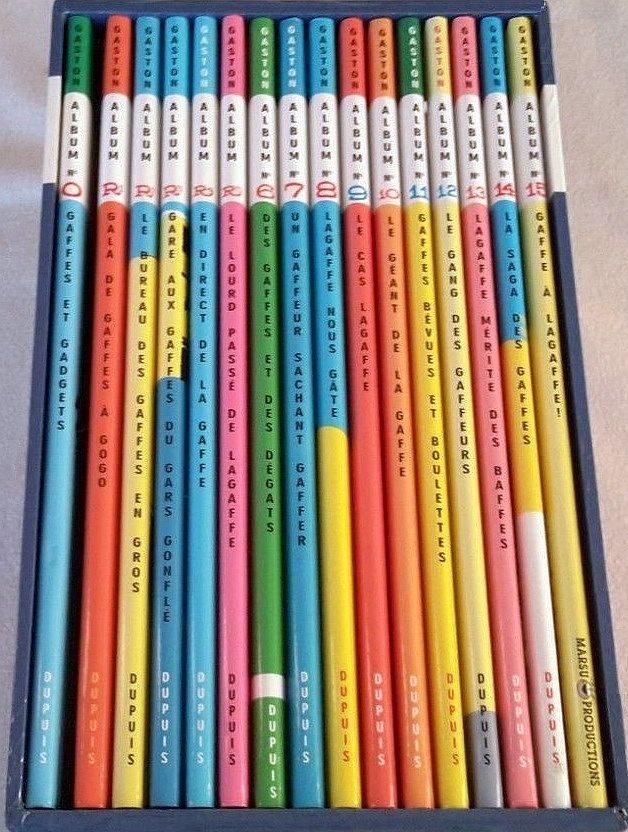
Les albums de Gaston, ici à dos rond.

Le 17 mars 2022, les éditions Dupuis annoncent, à l’occasion du festival de la bande dessinée d’Angoulême, la sortie d’un nouvel album de Gaston dessiné par le québécois Delaf à paraitre le 19 octobre 2022,. Le 29 mars 2022, Isabelle Franquin, fille du dessinateur, saisit la justice belge en urgence pour empêcher toute publication d’un nouvel album en faisant valoir les volontés de son père.

## Séries classiques

### Première série

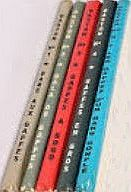
Les albums 1 à 5 des années 1960 dans leur petit format à l'italienne à dos rond.

Les cinq premiers albums sont au format à l'italienne. À partir de 1970, les albums à l'italienne sont remplacés par des rééditions. Les formats à l'italienne ont été réédités en fac-similé par Marsu Productions en 2007 comme supplément au journal Belge Le Soir.
| Album                           | Date | Scénaristes | Dessinateurs      | Éditeur |
| ------------------------------- | --- | ----------- | ----------------- | ------- |
| 0 : Gaston                      | 1960 | Franquin    | Franquin, Jidéhem | Dupuis  |
| 0 : Gaston                      | Il est dans un format très allongé (8 cm sur 19,5 cm) et comprend 49 pages. Sorti discrètement, il se nomme seulement Gaston et ne porte aucun numéro. La sortie de l'album Gala des gaffes en 1963 qui porte le numéro deux fera penser que cet album est le premier de la collection ; cependant, la sortie de l'album Gare aux gaffes en 1966 qui porte le numéro un relèguera cet album à un statut de numéro zéro. |             |                   |         |
| 1 : Gare aux gaffes             | 1966 | Franquin    | Franquin, Jidéhem | Dupuis  |
| 1 : Gare aux gaffes             | L'album qui porte le numéro 1 n'est pas le premier sorti mais le cinquième. Il parait en 1966 aux éditions Dupuis. En format à l'italienne, 15 sur 22 centimètres. Il est présenté à sa sortie comme étant la réédition de l'album Gaston 0 devenu introuvable. En fait, il n'a rien à voir avec le premier album paru en 1960.                                                                                         |             |                   |         |
| 2 : Gala de gaffes              | 1963 | Franquin    | Franquin, Jidéhem | Dupuis  |
| 2 : Gala de gaffes              | En format à l'italienne, la couverture est cartonnée, signe des grands auteurs de la maison Dupuis. Il sort juste après l'album Gaston qui, à cette époque, est considéré comme le no 1 de la série Gaston Lagaffe. |             |                   |         |
| 3 : Gaffes à gogo               | 1964 | Franquin    | Franquin, Jidéhem | Dupuis  |
| 3 : Gaffes à gogo               | Il parait en format à l'italienne, la couverture est cartonnée. Il est le troisième de la série, après les albums Gaston et Gala de gaffes. |             |                   |         |
| 4 : Gaffes en gros              | 1965 | Franquin    | Franquin, Jidéhem | Dupuis  |
| 4 : Gaffes en gros              | Il parait en format à l'italienne. Il sort en quatrième position dans la série. |             |                   |         |
| 5 : Les Gaffes d'un gars gonflé | 1967 | Franquin    | Franquin, Jidéhem | Dupuis  |
| 5 : Les Gaffes d'un gars gonflé | Il parait en format à l'italienne. Il sort en sixième position dans la série, dû au fait que l'album sorti avant, Gare aux gaffes, n'était pas le numéro cinq mais le numéro un. |             |                   |         |

### Deuxième série
À partir de 1970, les cinq premiers albums à l'italienne, devenus introuvables, sont remplacés par des rééditions au format classique compilant parfois deux albums, du volume R1 au volume R3. Les volumes R4 et R5 contiennent des gags inédits. Le volume 5 restera longtemps absent de la série. Plus tard, un numéro zéro, reprenant entre autres le contenu du premier album 0, viendra compléter cette série.
| Album                               | Date | Scénaristes             | Dessinateurs      | Éditeur                     |
| ----------------------------------- | --- | ----------------------- | ----------------- | --------------------------- |
| 0 : Gaffes et gadgets               | juillet 1985 | Yvan Delporte, Franquin | Franquin, Jidéhem | Dupuis (ISBN 2-8001-1248-4) |
| 0 : Gaffes et gadgets               | L'album reprend le contenu du premier album 0 de la série originale + des inédits. 46 pages en grand format. |                         |                   |                             |
| R1 : Gala de gaffes à gogo          | janvier 1970 | Franquin                | Franquin, Jidéhem | Dupuis (ISBN 2-8001-0093-1) |
| R1 : Gala de gaffes à gogo          | Cet album reprend le contenu des numéros 2 et 3 de Gaston. 59 pages en grand format. |                         |                   |                             |
| R2 : Le Bureau des gaffes en gros   | janvier 1972 | Franquin                | Franquin, Jidéhem | Dupuis (ISBN 2-8001-0094-X) |
| R2 : Le Bureau des gaffes en gros   | Cet album reprend le contenu du numéro 4 de Gaston + des inédits. 52 pages en grand format. |                         |                   |                             |
| R3 : Gare aux gaffes du gars gonflé | janvier 1973 | Franquin                | Franquin, Jidéhem | Dupuis (ISBN 2-8001-0308-6) |
| R3 : Gare aux gaffes du gars gonflé | Cet album reprend le contenu des numéro 1 et 5 de Gaston. 52 pages en grand format. |                         |                   |                             |
| R4 : En direct de la gaffe          | janvier 1974 | Delporte, Franquin      | Franquin, Jidéhem | Dupuis (ISBN 2-8001-0370-1) |
| R4 : En direct de la gaffe          | Cet album contient des gags jamais publiés + des en direct de…. 44 pages en grand format. |                         |                   |                             |
| R5 : Le Lourd Passé de Lagaffe      | novembre 1986 | Franquin                | Franquin, Jidéhem | Dupuis (ISBN 2-8001-1473-8) |
| R5 : Le Lourd Passé de Lagaffe      | La série Gaston a pendant longtemps manqué d'un no 5 en grand format. En 1986, les éditions Dupuis craquent et décident de compléter la collection Gaston en sortant un album numéroté R5. Il contient des gags inédits, des dessins publiés pour animer le journal Spirou et des planches de pub pour le soda Orange Piedbœuf. 46 pages en grand format. |                         |                   |                             |

En mai 2005, alors que cette deuxième série a été remplacée par la troisième, les éditions Dupuis sortent des fac-similés de l'édition originale qui sont composés des rééditions 0 à R5 et de la collection originale de 6 à 14. Le dernier fac-similé (no 15 original) sort aux éditions Marsu Productions. Ces albums ont été tirés à 6 000 exemplaires.
| Album                            | Date | Scénaristes | Dessinateurs                                    | Éditeur                                |
| -------------------------------- | --- | ----------- | ----------------------------------------------- | -------------------------------------- |
| 6 : Des gaffes et des dégâts     | janvier 1968 | Franquin    | Franquin, Jidéhem                               | Dupuis                                 |
| 6 : Des gaffes et des dégâts     | Premier album de Gaston à paraitre en grand format, 59 pages. L'édition originale ne comprend pas d'ISBN, juste en 4e de couverture un D1968/0089/83. |             |                                                 |                                        |
| 7 : Un gaffeur sachant gaffer    | janvier 1969 | Franquin    | Franquin, Jidéhem                               | Dupuis                                 |
| 7 : Un gaffeur sachant gaffer    | Grand format, 59 pages. L'édition originale ne comprend pas d'ISBN, juste en 4e de couverture un D1969/0089/69. |             |                                                 |                                        |
| 8 : Lagaffe nous gâte            | janvier 1970 | Franquin    | Franquin, Jidéhem                               | Dupuis                                 |
| 8 : Lagaffe nous gâte            | Grand format, 59 pages. L'édition originale ne comprend pas Du glucose pour Noémie dans le catalogue Spirou et Fantasio à la fin de l'album. |             |                                                 |                                        |
| 9 : Le Cas Lagaffe               | janvier 1971 | Franquin    | Franquin, Jidéhem                               | Dupuis (ISBN 2-8001-0091-5)            |
| 9 : Le Cas Lagaffe               | Grand format, 52 pages. |             |                                                 |                                        |
| 10 : Le Géant de la gaffe        | janvier 1972 | Franquin    | Franquin, Jidéhem                               | Dupuis                                 |
| 10 : Le Géant de la gaffe        | Grand format, 52 pages. L'édition originale ne comprend pas d'ISBN. |             |                                                 |                                        |
| 11 : Gaffes, bévues et boulettes | janvier 1973 | Franquin    | Franquin, Jidéhem                               | Dupuis                                 |
| 11 : Gaffes, bévues et boulettes | Grand format, 44 pages. |             |                                                 |                                        |
| 12 : Le Gang des gaffeurs        | janvier 1974 | Franquin    | Franquin, Jidéhem                               | Dupuis (ISBN 2-8001-0400-7)            |
| 12 : Le Gang des gaffeurs        | Grand format, 44 pages. |             |                                                 |                                        |
| 13 : Lagaffe mérite des baffes   | janvier 1979 | Franquin    | Franquin, Jidéhem                               | Dupuis (ISBN 2-8001-0658-1)            |
| 13 : Lagaffe mérite des baffes   | Grand format, 46 pages. Dans l'édition originale, Prunelle fait une apparition en fin d'album pour signaler que « en grand format, il n'y a pas, il n'y aura jamais d'album Gaston no 5 ». Cet album fut également imprimé à 1 800 exemplaires HC (Hors commerce) numérotés mais non signés, réservés aux journalistes et à certains libraires. |             |                                                 |                                        |
| 14 : La Saga des gaffes          | octobre 1982 | Franquin    | Franquin, Jidéhem                               | Dupuis (ISBN 2-8001-0955-6)            |
| 14 : La Saga des gaffes          | Grand format, 44 pages. Une édition tirage de tête de cet album est aussi sortie à 6 000 exemplaires. |             |                                                 |                                        |
| 15 : Gaffe à Lagaffe !           | novembre 1996 | Franquin    | Franquin (dessin), Vittorio Leonardo (couleurs) | Marsu Productions (ISBN 2-908462-73-7) |
| 15 : Gaffe à Lagaffe !           | Grand format, 45 pages, édité par Marsu Productions et non Dupuis. L'édition originale a pour ISBN sur la page de garde : (ISBN 2-908462-71-0). Une édition de luxe de cet album a aussi été tirée à 800 exemplaires et 30 « hors série » numérotés avec une sérigraphie couleur signée.                                                        |             |                                                 |                                        |

### Troisième série
En 1997, pour le 40e anniversaire de Gaston, les éditions Dupuis décident de sortir l'intégrale de Gaston dans l'ordre chronologique en 18 albums numérotés de 1 à 17 chez Dupuis et le 18e chez Marsu Productions.
En 1998, cette série est rééditée avec une nouvelle mise en couleur réalisée par Jidéhem et le Studio Leonardo. La tache d'encre présente sur la couverture disparait. Un volume supplémentaire, le tome 19, s'ajoute à la série. Il comprend des gags dessinés pour des occasions spéciales (publicitaires) et les tout derniers gags de Franquin, y compris une planche inachevée retrouvée après sa mort. Ce tome 19 peut être considéré comme le 16e album de la série précédente.
En novembre 2009, ces albums retrouvent des titres et des couvertures de Franquin. Les titres des albums sont majoritairement les titres des albums originaux ; les titres Gaffes et gadgets, En direct de la gaffe et Le Lourd Passé de Lagaffe ont disparu des titres des éditions Dupuis. Cependant, cette parution fait disparaitre le gag de la boîte à suggestion (gag 862) qui n'apparaissait qu'en couverture du tome 17 (La Saga des gaffes).
À la suite du rachat de Marsu Productions par Dupuis en mars 2013, les rééditions des tomes 18 et 19 depuis décembre 2013 sont publiées par Dupuis, comme pour les tomes 1 à 17.
- 1 Les Archives de Lagaffe, Dupuis, Marcinelle, juillet 1997
Scénario : André Franquin - Dessin : André Franquin, Jidéhem - Couleurs : Jidéhem, Vittorio Leonardo -  (ISBN 2-8001-2601-9)
- 2 Gaffes à gogo, Dupuis, Marcinelle, juillet 1997
Scénario : André Franquin - Dessin : André Franquin, Jidéhem - Couleurs : Jidéhem, Vittorio Leonardo -  (ISBN 2-8001-2602-7)
- 3 Les Gaffes d'un gars gonflé, Dupuis, Marcinelle, juillet 1997
Scénario : André Franquin - Dessin : André Franquin, Jidéhem - Couleurs : Jidéhem, Vittorio Leonardo -  (ISBN 2-8001-2603-5)
- 4 Gala de gaffes, Dupuis, Marcinelle, juillet 1997
Scénario : André Franquin - Dessin : André Franquin, Jidéhem - Couleurs : Jidéhem, Vittorio Leonardo
- 5 Le Bureau des gaffes en gros, Dupuis, Marcinelle, juillet 1997
Scénario : André Franquin - Dessin : André Franquin, Jidéhem - Couleurs : Jidéhem, Vittorio Leonardo
- 6 Gare aux gaffes, Dupuis, Marcinelle, juillet 1997
Scénario : André Franquin - Dessin : André Franquin, Jidéhem - Couleurs : Jidéhem, Vittorio Leonardo
- 7 Des gaffes et des dégâts, Dupuis, Marcinelle, juillet 1997
Scénario : André Franquin - Dessin : André Franquin, Jidéhem - Couleurs : Jidéhem, Vittorio Leonardo
- 8 Rafales de gaffes, Dupuis, Marcinelle, juillet 1997
Scénario : André Franquin - Dessin : André Franquin, Jidéhem - Couleurs : Jidéhem, Vittorio Leonardo
- 9 Un gaffeur sachant gaffer, Dupuis, Marcinelle, juillet 1997
Scénario : André Franquin - Dessin : André Franquin, Jidéhem - Couleurs : Jidéhem, Vittorio Leonardo
- 10 Lagaffe nous gâte, Dupuis, Marcinelle, juillet 1997
Scénario : André Franquin - Dessin : André Franquin, Jidéhem - Couleurs : Jidéhem, Vittorio Leonardo
- 11 Le Repos du gaffeur, Dupuis, Marcinelle, juillet 1997
Scénario : André Franquin - Dessin : André Franquin, Jidéhem - Couleurs : Jidéhem, Vittorio Leonardo
- 12 Le Cas Lagaffe, Dupuis, Marcinelle, juillet 1997
Scénario : André Franquin - Dessin : André Franquin, Jidéhem - Couleurs : Jidéhem, Vittorio Leonardo
- 13 Le Géant de la gaffe, Dupuis, Marcinelle, juillet 1997
Scénario : André Franquin - Dessin : André Franquin, Jidéhem - Couleurs : Jidéhem, Vittorio Leonardo
- 14 Gaffes, bévues et boulettes, Dupuis, Marcinelle, juillet 1997
Scénario : André Franquin - Dessin : André Franquin, Jidéhem - Couleurs : Jidéhem, Vittorio Leonardo
- 15 Le Gang des gaffeurs, Dupuis, Marcinelle, juillet 1997
Scénario : André Franquin - Dessin : André Franquin, Jidéhem - Couleurs : Jidéhem, Vittorio Leonardo
- 16 Lagaffe mérite des baffes, Dupuis, Marcinelle, juillet 1997
Scénario : André Franquin - Dessin : André Franquin, Jidéhem - Couleurs : Jidéhem, Vittorio Leonardo
- 17 La Saga des gaffes, Dupuis, Marcinelle, juillet 1997
Scénario : André Franquin - Dessin : André Franquin, Jidéhem - Couleurs : Jidéhem, Vittorio Leonardo
- 18 Gaffes en pagaille, Marsu Productions, Monaco, juillet 1997
Scénario : André Franquin - Dessin : André Franquin, Jidéhem - Couleurs : Jidéhem, Vittorio Leonardo
- 19 Faites gaffe à Lagaffe, Marsu Productions, Monaco, décembre 1999
Scénario et dessin : André Franquin - Couleurs : Jidéhem, Vittorio Leonardo -  (ISBN 2-912536-31-6)

### Bilan: la collection originale complète
La collection complète et originale de Gaston, c'est-à-dire sans tenir compte des rééditions ou réorganisations postérieures, se compose ainsi :
- Les six albums de la première série, du no 0 au no 5 (1960-1967) ;
- Les albums no 6 à 15 de la deuxième série (1968-1996) ;
- Le tome 19 inédit, paru aux éditions Marsu Productions après le décès de Franquin.

D'autres gags, inédits, sont parus dans les rééditions 0 (Gaffes et gadgets), R4 (En direct de la gaffe) et R5 (Le Lourd Passé de Lagaffe). L'intégralité des gags présents dans tous ces albums a été republiée dans les troisième et quatrième séries.

### Quatrième série
En 2018, les éditions Dupuis décident de ressortir une nouvelle intégrale de Gaston en 22 albums allant de 0 à 21, avec une nouvelle colorisation par Frédéric Jannin. Cette série a la particularité de reprendre l'intégralité des gags de Gaston en planches, dessins et textes classés par ordre chronologique de publication dans le journal Spirou (et non par album d'origine), accompagnés de gags inédits non parus en albums. Par exemple, le gag n°13 paru à l'origine dans Gaston 19 de la troisième série apparait entre les gags 12 et 14 du tome 1 (Premières gaffes). Mais un gag est encore absent, le 74e de l'album 2 de cette édition. Le gag de la chute de Fantasio sur la machine à écrire (gags 16 et 57) apparait deux fois dans l'album Premières gaffes dans les deux versions (le déroulement est similaire, seul Fantasio met plus de temps à récupérer de sa chute dans la seconde version). Une erreur chronologique réside quant au placement de l'épisode de la vache, placé bien trop tôt dans l'album Gare aux gaffes (alors qu'il aurait dû être placé dans l'album suivant, Gala des gaffes), mais cet emplacement se justifie pour correspondre à la couverture de l'album.
- 0 Les Archives de Lagaffe, Dupuis, 2018
Scénario et dessin : Franquin - Ne comprend que les premiers gags de Gaston en dessin unique de Franquin à l'exception d'une planche. Cet album comprend la période avant les premiers gags en planche.
- 1 Premières gaffes, Dupuis, 2018
Scénario : Franquin - Dessin : Franquin, Jidéhem - Cet album comprend les premiers gags en planches accompagnés de planches inédites et des gags publicitaires sur l'Orange Piedboeuf.
- 2 Gare aux gaffes, Dupuis, 2018
Scénario : Franquin - Dessin : Franquin, Jidéhem
- 3 Gala de gaffes, Dupuis, 2018
Scénario : Franquin - Dessin : Franquin, Jidéhem
- 4 Le Bureau des gaffes en gros, Dupuis, 2018
Scénario : Franquin - Dessin : Franquin, Jidéhem
- 5 Gaffes à gogo, Dupuis, 2018
Scénario : Franquin - Dessin : Franquin, Jidéhem
- 6 Les Gaffes d'un gars gonflé, Dupuis, 2018
Scénario : Franquin, Yvan Delporte - Dessin : Franquin, Jidéhem
- 7 Des gaffes et des dégâts, Dupuis, 2018
Scénario : Franquin - Dessin : Franquin, Jidéhem
- 8 Rafales de gaffes, Dupuis, 2018
Scénario et dessin : Franquin
- 9 Un gaffeur sachant gaffer, Dupuis, 2018
Scénario et dessin : Franquin
- 10 Gaffes en pagaille, Dupuis, 2018
Scénario et dessin : Franquin
- 11 Lagaffe nous gâte, Dupuis, 2018
Scénario et dessin : Franquin
- 12 Le Cas Lagaffe, Dupuis, 2018
Scénario et dessin : Franquin
- 13 Lagaffe se décoince, Dupuis, 2018
Scénario et dessin : Franquin
- 14 Le Géant de la gaffe, Dupuis, 2018
Scénario et dessin : Franquin
- 15 Le Repos du gaffeur, Dupuis, 2018
Scénario et dessin : Franquin
- 16 Gaffes, bévues et boulettes, Dupuis, 2018
Scénario et dessin : Franquin
- 17 Le Gang des gaffeurs, Dupuis, 2018
Scénario et dessin : Franquin - Cet album comprend les gags numérotés 741 à 774, ainsi que deux gags provenant de l'album d'origine Gaffe à Lagaffe, un gag publicitaire et 6 gags en texte inédits.
- 18 Lagaffe mérite des baffes, Dupuis, 2018
Scénario et dessin : Franquin - Cet album comprend les gags 775 à 811 et les gags sur les piles Bidules provenant de l'album d'origine Gaston 19.
- 19 La Saga des gaffes, Dupuis, 2018
Scénario et dessin : Franquin
- 20 Lagaffe rebondit, Dupuis, 2018
Scénario et dessin : Franquin
- 21 Ultimes bévues, Dupuis, 2018
Scénario et dessin : Franquin - Cet album comprend les derniers gags à partir de 896, des planches publicitaires sur le bus, six gags en texte inédits, une planche inédite et le dernier gag inachevé remis à l'état d'origine (sans couleurs, 3/4 de page).

### Série posthume

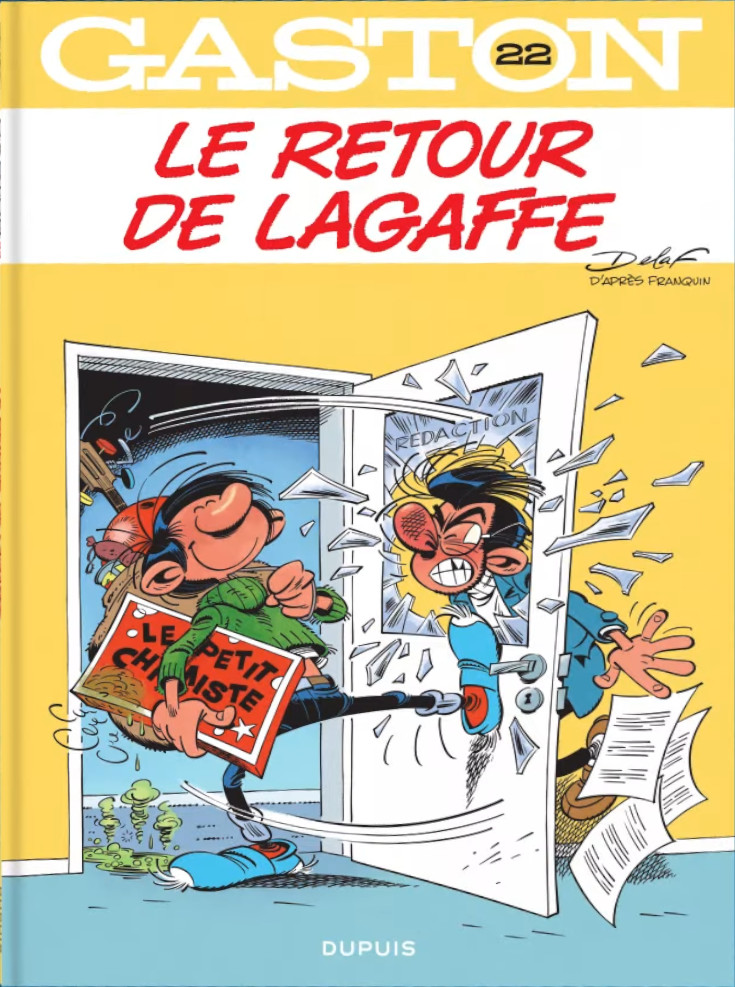
Couverture du premier album de la série posthume.

En 2022, les éditions Dupuis annoncent la reprise de Gaston par l'auteur québécois Delaf. La sortie de l'album Le Retour de Lagaffe est prévue pour octobre. Le 29 mars 2022, Isabelle Franquin saisit le juge des référés du tribunal de première instance francophone de Bruxelles pour s'opposer à la diffusion, à la prépublication et à la promotion de cette reprise de Gaston qu'elle estime illégale, faisant valoir les volontés de son père. Après une bataille judiciaire de plusieurs mois, la justice valide en août 2023 la reprise de la série sous conditions. L'album sort finalement le 22 novembre 2023, et porte le numéro 22, s'inscrivant ainsi dans la série de 2018. Malgré sa sortie très tardive, Le Retour de Lagaffe est la deuxième BD la plus vendue en 2023 en France en nombre d'exemplaires écoulés (derrière L'Iris Blanc l'album d'Astérix sorti un mois plus tôt) et le quatrième livre le plus vendu tout genres et types d'ouvrages confondus.
- 22 Le Retour de Lagaffe, Dupuis, 22 novembre 2023
Scénario et dessin : Delaf

## Intégrales

### Rombaldi
En 1984, les éditions Rombaldi sortent cinq tomes de Gaston en format normal de 220 pages chacun.

### Marsu Productions
Les éditions Marsu Productions ont entrepris de sortir, à partir de 2005, l'intégrale en grand format de luxe, noir et blanc, chronologique, des planches de Gaston (comprenant aussi des reproductions en couleurs de pages du journal de Spirou). La série est baptisée « Version Originale » ou V.O.
Les quatre premiers volumes ont été tirés à 2 000 exemplaires numérotés de 1 à 2000 + 200 exemplaires hors-commerce numérotés de H.C. Le dernier volume paru en mars 2014 est le no 14 (années 1974-1977).
Tous les albums listés ci-dessous sont édités par Marsu Productions. Les scénarios sont de André Franquin et les dessins sont réalisés par Franquin et Jidéhem.
- 1 : Gaston 1957-1958 (novembre 2005)  (ISBN 2-912536-93-6)
- 2 : Gaston 1959-1960 (novembre 2006)  (ISBN 2-912536-84-7)
- 3 : Gaston 1961-1962 (avril 2007)  (ISBN 978-2-35426-004-0)
- 4 : Gaston 1963-1964 (novembre 2007)  (ISBN 978-2-354-26009-5)
- 5 : Gaston 1965-1966 (avril 2008)  (ISBN 978-2-354-26002-6)
- 6 : Gaston 1967 (avril 2009)  (ISBN 978-2-354-26003-3)

### Dupuis
Les éditions Dupuis sortent en 2013 un coffret limité à 3 000 exemplaires de l'intégralité des gags de Gaston, baptisé « Tout Gaston », avec des couleurs retravaillées, puis plus tard un addendum correctif de 24 pages ajoutant une dizaine de planches oubliées dans l'édition initiale,.
Il existe aussi, par les éditions Dupuis, une intégrale de la troisième série des albums depuis le 1 (Les Archives de Lagaffe) de 1997 jusqu'au 19 (Faites gaffe à Lagaffe) de 1999, édité en 2015.
Une nouvelle intégrale de chez Dupuis a vu le jour en septembre 2021.

### Intégrales chez les marchands de journaux

#### Télé 7 jours
- Une première intégrale parait du 11 octobre 2012 au 12 février 2013. Elle est vendue avec le magazine Télé 7 jours. Il s'agit d'une édition spéciale contenant un supplément de quatre pages avec des renseignements sur l'album et ses auteurs. Elle est simplement intitulée « La collection Gaston, édition collector ». Les livres ont une couverture cartonnée cirée avec une frise de collection sur le dos représentant Gaston courant à toute allure. Ils sont reliés. La périodicité est d'un numéro par semaine. Les histoires sont présentées dans leur ordre chronologique.

- No 1 (11 octobre 2012) : Gaffes à gogo
- No 2 (20 octobre 2012) : Les Gaffes d'un gars gonflé
- No 3 (27 octobre 2012) : Gala de gaffes
- No 4 (29 octobre 2012) : Le Bureau des gaffes en gros
- No 5 (5 novembre 2012) : Gare aux gaffes
- No 6 (12 novembre 2012) : Des gaffes et des dégâts
- No 7 (23 novembre 2012) : Rafales de gaffes
- No 8 (26 novembre 2012) : Un gaffeur sachant gaffer
- No 9 (3 décembre 2012) : Lagaffe nous gâte
- No 10 (10 décembre 2012) : Le Repos du gaffeur
- No 11 (17 décembre 2012) : Le Cas Lagaffe
- No 12 (24 décembre 2012) : Le Géant de la gaffe
- No 13 (1er janvier 2013) : Gaffes, bévues et boulettes
- No 14 (7 janvier 2013) : Le Gang des gaffeurs
- No 15 (14 janvier 2013) : Lagaffe mérite des baffes
- No 16 (21 janvier 2013) : La Saga des gaffes
- No 17 (31 janvier 2013) : Gaffes en pagaille
- No 18 (4 février 2013) : Faites gaffe à Lagaffe
- No 19 (12 février 2013) : Les Archives de la gaffe

#### Hachette Collections
- Une intégrale définitive est publiée en souscription et chez les marchands de journaux sous le titre « La collection Gaston ». Les albums sont en grand format avec dos toilé et couverture cartonnée avec vernis sélectif. Chaque album comprend un supplément de seize pages Sur les pas de Gaston ainsi que des couvertures originales d'époque. 21 albums au total sont parus. La parution des titres s'étale de janvier à octobre 2015. Les albums sont présentés sous forme de tomes : ici du numéro 0 au 18 avec deux hors séries Idées Noires Tome I et Idées Noires Tome II.

## Autres éditions

### J'ai Lu
À la fin des années 1980, les éditions J'ai lu sortent en format de poche l'intégrale de Gaston en 17 tomes.
- no 1 (avril 1987) : Gala de gaffes
- no 2 (novembre 1987) : Gaffes à gogo
- no 3 (mai 1988) : Le Bureau des gaffes
- no 4 (octobre 1988) : Gaffes en gros
- no 5 (avril 1989) : Gare aux gaffes
- no 6 (octobre 1989) : Gaffes d'un gars gonflé
- no 7 (mars 1990) : En direct du passé de Lagaffe
- no 8 (septembre 1990) : De gaffes en Lagaffe
- no 9 (mars 1991) : Lagaffe fait des dégâts
- no 10 (octobre 1991) : Lagaffe, gaffeur
- no 11 (mars 1992) : Lagaffe sachant gaffer
- no 12 (octobre 1992) : Gâté Lagaffe
- no 13 (février 1993) : Des gaffes en pire
- no 14 (octobre 1993) : Le Gars Lagaffe
- no 15 (mai 1994) : Gaffes géantes
- no 16 (novembre 1994) : Méga Gaffes
- no 17 (mai 1995) : Gaffes et bévues

### France-Loisirs
- Les éditions France Loisirs sortent des albums doubles de Gaston. Seul celui doublé avec le no 15 et qui correspond au numéro 19 de la troisième série possède un titre (À fond la gaffe !) et une couverture spécifiques à cette édition[30].

### Compilations et florilèges
- Gaffes en grand (1986) : un album de 68 pages sorti aux éditions Khani, il a été tiré à 1 000 exemplaires numérotés et signés[31].
- Gaffes au volant (2003) : un album de 44 pages sorti aux éditions Dupuis en 2003, il est composé d'un florilège des gags de Gaston au volant[32].
- Gaston 50 (2007) : un album commémoratif sorti le jour des 50 ans de la première apparition dans le journal de Spirou. C'est un florilège des meilleurs gags et dessins de Gaston. Il est tiré à 100 000 exemplaires.
- L'Anniv' de Lagaffe (2017) : un album de 56 pages qui marque le 60e anniversaire du héros sans emploi, à travers d'un florilège qui sélectionne 60 gags les plus « représentatifs » de la série. Plus tard sont mises en ventes des albums de florilèges des gags représentatifs de quelques thèmes : la publicité, les animaux, la nature, les contrats de De Mesmaeker entre autres.

### Albums pirates
- Gaston 0 (1979) : un album pirate qui reprend les gags parus dans le Gaston 0 de l'édition originale. En format à l'italienne, il a été imprimé à 225 exemplaires[33].
- 1/3 Gaston premières gaffes (1981) : une édition pirate limitée à 260 exemplaires + 37 HC format 18 x 8.5 couverture couleur et pages en N&B[34].
- 2/3 Gaston gaffes à nouveau (1981) : une édition pirate limitée à 260 exemplaires + 37 HC format 18 x 8.5 couverture couleur et pages en N&B[35].
- 3/3 Gaston au sommet (1981) : une édition pirate limitée à 260 exemplaires + 37 HC format 18 x 8.5 couverture couleur et pages en N&B[36].
- Une gaffe chasse l'autre (1982) : une édition pirate sortie en 1982, limitée à 500 exemplaires pour la 1re édition. Couverture en couleur et intérieur en noir et blanc[37].

### Parutions en journaux
- En 2007, le journal belge Le Soir vend avec son journal des fac-similés des no 1 à 5 de l'édition originale.
- Au cours de l'été 2008, Le Figaro Magazine lance une opération intitulée « Les trésors de la bande dessinée »[38] en douze volumes comportant Best of Lagaffe 1 et Best of Lagaffe 2 sous les volumes 1 et 5.
- Au cours de l'année 2011, Le Soir propose avec son édition du vendredi une série de dix albums reprenant avec quelques adaptations la série V.O. de Marsu Productions, jusqu'à l'année 1969. La série complète est ensuite proposée sous le titre « L'âge d'or de Gaston »[39].
- La série est publiée dans le magazine Télé Star depuis 2019.

## Divers
- Biographie d'un gaffeur (1965) : en 1965, les éditions Dupuis tente de lancer des petits albums bon marché. Cet album contient des gags de Gaston déjà publiés dans la collection originale, en noir et blanc et tramage. Les gags ont été redessinés pour être mis au format de poche.
- Gaston Lagaffe (1977) : en 1977, les éditions Héritage sortent cet album en format normal de 90 pages. C'est une réédition canadienne de Biographie d'un gaffeur[40].
- Gaston et le Marsupilami (1978) : sorti en 1978 aux éditions Dupuis, cet album de 30 pages contient des inédits de Gaston et du Marsupilami.
- Gaston dessine et colorie : un album sorti en 1979 aux éditions Dupuis. Il est en grand format[41].
- Les Robinsons du rail (1981): feuilleton paru dans le journal de Spirou durant l'année 1964 sous forme d'un récit écrit par Yvan Delporte, illustré par Franquin et Jidéhem. Publié une première fois en album aux éditions de l'Atelier. Réédité en 1993 aux éditions de la petite Sirène. Là ou un train atomique emballé (par notre gaffeur) parcourt l'Europe avec Fantasio, Gaston et quelques figurants à bord, et où Gaston ne sait vraiment pas que l'Angleterre est une île…
- Baston Labaffe no 5 : La Ballade des baffes (1983) : album parodique sorti en 1983 aux éditions SEDLI-Jacquy Goupil. À cette époque la série Gaston ne comprend pas de no 5 en grand format. Comme une collection sans numéro 5 (en grand format) n'est pas une vraie collection, plusieurs auteurs s'associent pour lui en donner un. Il est tiré une édition de luxe toilée et numérotée de 1 à 1000 et réservée aux membres du Club Des Mille Sabords. Une réédition chez Vents d'Ouest est sortie en 1988.
- Lagaffe de A à Z (1999) : en 1999, lors de la sortie du tome 19, Marsu Productions offre comme dossier de presse cet album de 24 pages à l'italienne contenant une présentation de Gaston, un abécédaire, une bibliographie de Franquin et une autre de Gaston[42].

## Albums publicitaires

### Voitures et stations-service
- Le Cas Lagaffe (1972) : réédition de l'album 9 pour Total avec une couverture souple brochée[43].
- Le Géant de la gaffe (1973) : réédition de l'album 10 en album broché pour La Redoute[44].
- Gaston en action (1976) : album sorti pour Chevron en 1976 et édité par Chevron avec une couverture souple brochée[45].
- La Fantastica Fiat 509 di Gaston Lagaffe (1977) : album pour Fiat sorti en 1977 et édité par Fiat. Édité en grand format, il contient 52 pages et un dépliant[46].
- La Saga des gaffes (1988) : réédition de l'album 14 pour Total avec une couverture souple brochée[47].
- Balade de gaffes (2006) : album pour Total sorti en 2006 aux éditions Marsu Productions. En grand format il contient 46 pages[48].

### Nourriture
- Spring Gum (1982) : album édité par Dupuis pour Spring Gum[49].
- Lagaffe qui rit (1985) : album pour les fromageries Bel sorti en 1985 aux éditions Dolci promotion. En format normal, il contient 48 pages[50]. Il est livré avec 18 autocollants et 1 poster[51].
- Gaffes et gadgets : réédition de l'album 0 (en grand format) pour les gaufrettes TIFA[52].

### Boissons
- Engagé dans l'armée de la soif par Joker et Super Joker (1983) : réédition sorti à 2 000 exemplaires de l'album 14 pour Joker et Super Joker[53].
- 1/4 Problèmes de robinets (1992) : album pour Teisseire sorti en 1992 aux éditions Dupuis. Il est le premier tome d'une série de 4. Il est en format à l'italienne.
- 2/4 Ca se gâte (1992) : deuxième tome de la série, même éditeur. Il est en format à l'italienne.
- 3/4 Baignade interdite (1992) : troisième tome de la série, même éditeur.
- 4/4 G comme Givré (1992) : dernier tome de la série, même éditeur. Il est en format normal[54].

### AGFA
- 1/4 Lagaffe nous gâte (1996) : réédition de l'album 8 pour les pellicules AGFA. Il est le premier volume d'une série de 4 albums.
- 2/4 Gaffes, bévues et boulettes (1996) : réédition de l'album 11 pour les pellicules AGFA. Il est le deuxième volume de la série.
- 3/4 Le Gang des gaffeurs (1996) : réédition de l'album 12 pour les pellicules AGFA. Il est le troisième volume de la série.
- 4/4 La Saga des gaffes (1996) : réédition de l'album 14 pour les pellicules AGFA. Il est le quatrième volume de la série[55].

### Prévention
- Gaffes à Solmer ! : offert par la Solmer pour prévenir des accidents du travail. Quelques cases dessinées par Franquin, le reste par Christian Jacot pour les dessins et par Jean-Pierre Hubrecht pour le scénario. En format normal, il contient 32 pages[56].
- Roulez sans gazer ! (1997) : album contre la pollution sortie en 1997 aux éditions Lion. En format A5, il contient 32 pages + coupon réponse 16 pages en français et 16 autres en néerlandais[57].

### Services publics
- Fou du bus (1987) : album sorti en 1987 aux éditions Kiss. En format normal, il comprend 42, 44 ou 47 pages selon les éditions. L'album original a été édité pour l'UTP. Il a ensuite été édité pour plusieurs sociétés de transports en commun (dont TUSQ, RATP, STCR-autoplus, STP, TCL, CTS, TN, STGA, RTM, CGFTE, TUR). Il contient 4 planches inédites sur Gaston et le bus depuis édité dans l'album 15[58] puis dans l'album 21 (Ultimes bévues) en 2018. Une édition de luxe toilé de 48 pages verra même le jour aux éditions Dupuis[59].
- Le Facteur est mon ami (1992) : album pour La Poste belge sorti en 1992 édité conjointement par les éditions Dupuis et La Poste belge. L'édition en français a été tirée à 5 000 exemplaires, elle contient un timbre oblitéré[60].

### Autres
- Illustré-La Bible du Scrableur (1976) : album sorti aux éditions De Luz en 1976. Format 17.5 x 13.5 Couvertures couleur avec 2 ou 3 illustrations de Franquin et 2 ou 3 de Tibet[61].
- Gaston au Novotel (1980) : album pour Novotel sorti en 1980 aux éditions Dupuis. En format à l'italienne souple, il contient seize pages dont cinq planches inédit en album à l'époque (planches no 872, 874, 876, 878 et 880)[62].
- Lagaffe chez Transat (1982) : album publicitaire pour Transat sorti en 1982 aux éditions Dupuis. En format à l'italienne, il contient 4 pages, la couverture est souple[63].
- La Banque dessinée (1983) : album pour le Crédit mutuel sorti en 1983 et édité par le Crédit mutuel. En format normal, il contient 28 pages présentant toutes les facettes de la banque Crédit Mutuel. Toutes les illustrations sont extraites des albums originaux[64].
- Gaston et les piles philips (1987) : album publicitaire pour les piles Philips sorti en 1987 aux éditions Adriaensens à 4 000 exemplaires numérotés. En format à l'italienne 22x30, il contient seize pages en noir et blanc original pour l'époque qui ont depuis été reprise dans l'album 19 en changeant le nom de la marque par Bidule[65].
- Decalco (1988) : album de Decalco sorti en 1988 aux éditions Anagraphis. En format 15.5 x 12, il contient 4 pages de décalco de Gaston et ses amis[66].
- Rempile et désopile (1988) : album sorti en 1988 et édité par Libro Sciences. En format à l'italienne, il a été tiré à 2 500 exemplaires. Les 100 premiers hors commerce avec une sérigraphie couleur et une N&B. Du no 101 au no 500, édition luxe avec une sérigraphie couleur n°/s. par Franquin. Du no 501 au no 2500, édition courante numérotée. Ces planches ont été reprises plus tard dans l'album 19 où la marque a été remplacée par bidule[67].
- Lagaffe Touch (2004) : album sorti en 2004 à l'occasion de l'expo Franquin à la Cité des sciences et de l'industrie de Paris. Il contient 24 pages et est édité par la Cité des sciences et de l'industrie[68].